# Freya
Freya  (лат.) — род аранеоморфных пауков из подсемейства Aelurillinae в семействе пауков-скакунов (Salticidae).

## Этимология
Научное название рода, Freya, дано в честь богини любви и войны Фрейи из германо-скандинавской мифологии.

## Виды
- Freya albosignata (F. O. P-Cambridge, 1901) — Гватемала, Панама
- Freya arraijanica Chickering, 1946 — Панама
- Freya atures Galiano, 2001 — Венесуэла
- Freya bicavata (F. O. P.-Cambridge, 1901) — Панама
- Freya bifida (F. O. P.-Cambridge, 1901) — Панама
- Freya bifurcata (F. O. P.-Cambridge, 1901) — Панама
- Freya chapare Galiano, 2001 — Боливия, Бразилия
- Freya chionopogon Simon, 1902 — Венесуэла
- Freya decorata (C. L. Koch, 1846) — север Северной Америки typus
- Freya demarcata Chamberlin & Ivie, 1936 — Панама
- Freya disparipes Caporiacco, 1954 — Французская Гвинея
- Freya dureti Galiano, 2001 — Бразилия
- Freya dyali Roewer, 1951 — Пакистан
- Freya emarginata (F. O. P.-Cambridge, 1901) — Гватемала
- Freya frontalis Banks, 1929 — Панама
- Freya grisea (F. O. P.-Cambridge, 1901) — Гватемала, Панама
- Freya guianensis Caporiacco, 1947 — Венесуэла, Панама
- Freya infuscata (F. O. P.-Cambridge, 1901) — Сальвадор, Панама
- Freya justina Banks, 1929 — Панама
- Freya longispina (F. O. P.-Cambridge, 1901) — Гватемала, Панама
- Freya maculatipes (F. O. P.-Cambridge, 1901) — Мексика
- Freya minuta (F. O. P.-Cambridge, 1901) — Панама
- Freya nannispina Chamberlin & Ivie, 1936 — Панама
- Freya nigrotaeniata (Mello-Leitão, 1945) — Парагвай, Аргентина
- Freya perelegans Simon, 1902 — Венесуэла
- Freya petrunkevitchi Chickering, 1946 — Панама
- Freya prominens (F. O. P.-Cambridge, 1901) — от Мексики до Панамы
- Freya regia (Peckham & Peckham, 1896) — Мексика, Гватемала
- Freya rubiginosa (C. L. Koch, 1846) — Бразилия
- Freya rufohirta (Simon, 1902) — Бразилия
- Freya rustica (Peckham & Peckham, 1896) — Гватемала, Панама